# جان فیتزجرالد (تنیس‌باز)
 جان فیتزجرالد (انگلیسی: John Fitzgerald؛ زاده ۲۸ دسامبر ۱۹۶۰) یک تنیس‌باز اهل استرالیا است.